# Ernest Marples, Baron Marples
Alfred Ernest Marples, Baron Marples PC (* 9. Dezember 1907 in Levenshulme, Manchester; † 6. Juli 1978 in Monaco) war ein britischer Politiker der Conservative Party und Bauunternehmer. Von 1957 bis 1964 war er Minister im britischen Kabinett. 1975 verließ er sein Heimatland unter dubiosen Umständen und zog nach Südfrankreich.

## Frühe Jahre
Ernest Marples wurde als Sohn eines Bauarbeiters und bekannten Aktivisten der Manchester Labour Party und dessen Frau geboren, die in einer Hutfabrik arbeitete. Marples bekam ein Stipendium für die Stretford Grammar School. Im Alter von 14 Jahren war er schon für die Labour Party aktiv, verdiente aber auch Geld, indem er Zigaretten und Süßigkeiten an Fußballzuschauer in Manchester verkaufte. Er selbst spielte Fußball für eine Mannschaft des YMCA. Nach Abschluss der Schule arbeitete er als Bergmann, Postbote, Koch und Buchhalter. 1941 wurde er zur Royal Artillery eingezogen und stieg bis zum Captain auf. 1944 wurde er aus gesundheitlichen Gründen aus der Armee entlassen.

## Politische Laufbahn
Nach seiner Entlassung aus der Armee wurde Ernest Marples Mitglied der Conservative Party und 1945 für den Wahlkreis Wallasey in das britische Parlament gewählt. 1951 ernannte ihn Premierminister Winston Churchill zum Staatssekretär in seinem Kabinett von 1951 bis 1955. Von 1957 bis 1964 diente er als Minister unter den Premierministern Harold Macmillan und Alec Douglas-Home.
1957 ernannte Macmillian Ernest Marples zum Generalpostmeister, dessen Behörde zu jener Zeit das Telefonnetz verwaltete. Unter Marples wurde die Selbstwähleinrichtung eingerichtet, was bei nationalen Telefongesprächen die Telefonisten überflüssig machte. Am 2. Juni 1957 führte er die Losanleihen ein und später die Postleitzahlen.
Von 1959 bis 1964 war Marples Transportminister. Als solcher führte er unter anderem Parkuhren ein, den vorläufigen Führerschein, einen jährlichen TÜV (englisch = MOT) sowie die heute üblichen gelben Linien auf britischen Straßen. Der Transport Act 1962 löste die British Transport Commission auf, die Eisenbahn, Kanäle und Frachtverkehr auf den Straßen überwachte; stattdessen wurde das British Railways Board gebildet. Zudem wurden die Kriterien, nach denen man Eisenbahnstrecken schließen konnte, vereinfacht. Das Gesetz wurde als „folgenschwerste Gesetzgebung im Bereich der Eisenbahn seit dem Railway and Canal Traffic Act von 1854“ (engl.: „most momentous piece of legislation in the field of railway law to have been enacted since the Railway and Canal Traffic Act 1854“) bezeichnet. Die Regierung ernannte Dr. Richard Beeching zum Vorsitzenden des British Railways Board mit der Anweisung, die wachsenden Verluste der Eisenbahn zu minimieren und diese profitabel zu machen. Die folgenden Schließungen von Eisenbahnstrecken, bei denen ein Drittel des Schienennetzes wegfiel, wurden Beeching Cuts genannt.
1974 zog sich Marples aus dem Parlament zurück und wurde im selben Jahr zum Life Peer erhoben, als Baron Marples of Wallasey in Cheshire.

## Geschäftliche Interessen
In den späten 1940er Jahren war Ernest Marples Direktor eines Unternehmens namens Kirk & Kirk, das am Bau der Brunswick Wharf Power Station beteiligt war. Gemeinsam mit dem Bauingenieur Reginald Ridgway (1908–2002) gründete er das Bauunternehmen Marples Ridgway and Partners. In den folgenden Jahren baute die Firma Kraftwerke in England, ein Wasserkraftwerk in Schottland, Straßen in Äthiopien und in England sowie einen Hafen in Jamaika. 1964 wurde das Unternehmen von der Bath and Portland Group übernommen.

### Interessenskonflikte
Nachdem Ernest Marples 1951 Staatssekretär geworden war, gab er seinen Posten als Geschäftsführer von Marples Ridgway auf, hielt aber weiterhin 80 Prozent der Anteile. Als er 1959 Transportminister wurde, verpflichtete er sich, seine Anteile an dem Unternehmen zu verkaufen, da es sonst gegen die Regeln des Unterhauses in Sachen Interessenkonflikte verstoßen hätte. Als der Evening Standard 1960 berichtete, dass Marples Ridgway die Ausschreibung zum Bau einer Straßenüberführung, den sogenannten Hammersmith Flyover, für sich entschieden und das Transportministerium die Ablehnung eines niedrigeren Angebotes durch das London County Council unterstützt hatte, war der Verkauf noch nicht durchgeführt.
Ein erster Versuch von Marples, seine Firmenanteile zu verkaufen, wurde vom Justizministerium nicht akzeptiert, da er versucht hatte, seinen Geschäftspartner, Reg Ridgway, als Strohmann zu benutzen, um die Anteile später zurückkaufen zu können. Daraufhin verkaufte Marples zu denselben Bedingungen die Firmenanteile an seine Frau Ruth, was erst später bekannt wurde. Zu diesem Zeitpunkt hatten die Anteile einen Wert zwischen 350.000 und 400.000 Pfund.
Kurz nachdem er Transportminister geworden war, eröffnete Ernest Marples 1959 den ersten Abschnitt der M1 motorway. Obwohl sein Unternehmen nicht direkt mit dem Autobahn-Bau betraut war, wurde später angenommen, dass Marples Ridgeway „certainly had a finger in the pie“ (dt. „seine Finger mit im Spiel hatte“). Marples Ridgway baute auch die Straßenüberführung in Hammersmith in London für 1,3 Millionen Pfund, und anschließend die Überführung in Chiswick. Das Unternehmen war in den 1950er und 1960er an allen großen Straßenprojekten in Großbritannien beteiligt, einschließlich des Ausbaus der M1 nach London für 4,1 Millionen Pfund, die damals als Hendon Urban Motorway bekannt war.
Marples selbst war ein begeisterter Radfahrer und hatte lange Jahre keinen Führerschein. Er war Mitglied der National Cycling Charity (CTC). Von ihm stammt das Zitat: „If you make conditions right, there’s a great future for cycling. If you make them wrong, there’s none.“
Als Lord Denning 1963 seine Untersuchung der Profumo-Affäre und der vermeintlichen Beziehung zwischen dem Verteidigungsminister Duncan Sandys und der Duchess of Argyll vorlegte, bestätigte er MacMillan, dass auch Ernest Marples Kontakt zu Prostituierten gehabt habe. Dieser Aspekt wurde jedoch in Dennings Bericht nicht erwähnt.

## Flucht nach Monaco
1975 setzte sich Ernest Marples nach Monaco ab, ironischerweise mit dem Zug. Unter den Journalisten, die Marples' Beweggründe recherchierten, war auch der Herausgeber des Daily Mirror, Richard Stott. Dieser berichtete, dass Marples seit den 1970er Jahren versucht habe, eine Neubewertung seines Vermögens durch die Finanzbehörden zu verhindern, was ihm offenbar nicht gelang. So habe er beschlossen, Großbritannien vor der Steuerzahlung von 1975 unter Mitnahme von zwei Millionen Pfund zu verlassen, die er über seine Liechtensteiner Firma nach Monaco geschleust hatte. Er sei mit der Nachtfähre gereist, mit seinem Hab und Gut in Teekisten verstaut und habe seine Wohnung in Belgravia voller Möbel und Kleidung verlassen. Marples behauptete, er habe 30 Jahre lang mehr Steuern als nötig bezahlt. Das Finanzministerium fror seine Besitztümer in Großbritannien für zehn Jahre ein, aber das meiste Geld befand sich bereits in Monaco und Liechtenstein.
Marples soll nicht nur wegen der Steuer-Ermittlungen geflohen sein, sondern auch wegen gerichtlicher Klagen von Mietern seiner Häuser und früherer Mitarbeiter. Er kehrte niemals nach Großbritannien zurück und verbrachte den Rest seines Lebens auf seinem Schloss, dem Château de Chaintré, mit Weinberg bei Mâcon in der Fleurie, wo er schon 1967 eine Firma gegründet hatte, um Wein zu produzieren. Er starb im Centre Hospitalier Princesse Grace in Monaco und liegt auf dem Southern Cemetery in Chorlton-cum-Hardy, einem Vorort von Manchester, begraben.

## Beurteilung
Ernest Marples wird von wohlwollenden Betrachtern als „colourful“ („schillernd“), „dynamic“ („dynamisch“), „energetic“ („energisch“) und „impatient“ („ungeduldig“) beschrieben. Anhänger der britischen Eisenbahn kreiden ihm jedoch bis heute an, der „villain“ („Schurke“) bei der drastischen Verkleinerung des Eisenbahnnetzes gewesen zu sein und betiteln ihn mit unschönen Ausdrücken wie „unsavoury character“(„unappetitlicher Charakter“).

## Ernestmarples.com
2009 wurde eine Website namens ernestmarples.com eingerichtet, die für den freien Zugang auf die Datenbank der Postleitzahlen durch die Royal Mail kämpfte, die kostenpflichtig war. Seit April 2010 ist der freie Zugang möglich.
Die Initiatoren der Aktion erklärten später, sie hätten den Namen für die Seite gewählt, da Marples die Postleitzahlen eingeführt habe. Von den späteren Vorgängen um seine Person hätten sie keine Kenntnis gehabt.